# Tepache

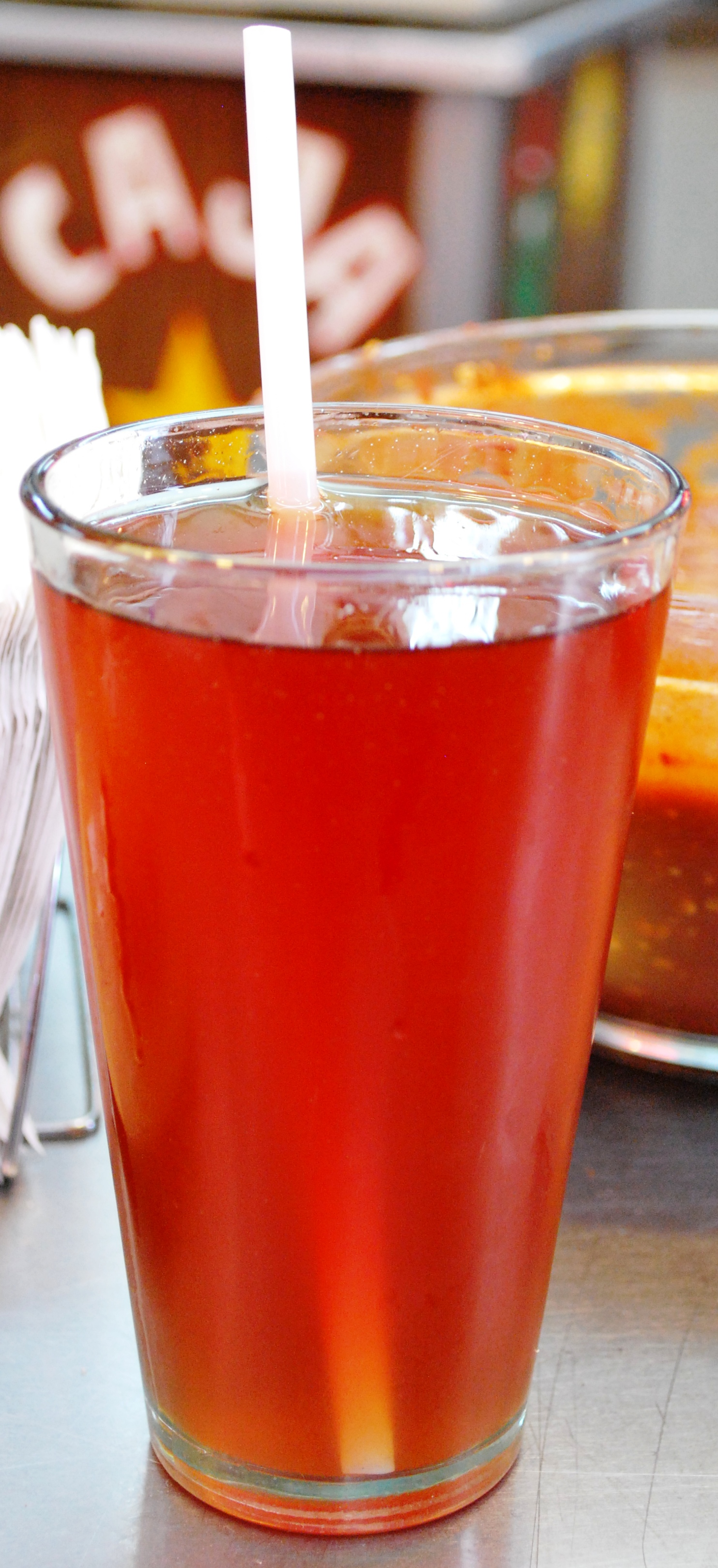
Drink Tepache

Tepache – tradycyjny meksykański napój alkoholowo-orzeźwiający (agua fresca), wytwarzany pierwotnie z kukurydzy, stąd jego nazwa w języku nahuatl: tepiatl (tepi „kukurydza” i atl „woda”). Tego typu sposób produkcji zachował się jedynie wśród niektórych ludów indiańskich. Współcześnie tepache jest jednak produkowane najczęściej przez fermentację ananasa z dodatkiem piloncillo (brązowego cukru trzcinowego) w drewnianych beczkach bez wieka zwanych tepacheras. Zawartość alkoholu jest bardzo niska, gdyż fermentacja trwa zazwyczaj tylko 3–4 dni. Niekiedy dodaje się dla smaku cynamon lub miesza tepache z piwem.